# Behold... The Arctopus
Behold... The Arctopus es una banda de mathcore de Brooklyn, Nueva York.

## Biografía
En noviembre de 2007 Behold... The Arctopus estaban bajo contrato con la compañía Metal Blade Records para grabar su primer álbum, que ha sido estrenado en tiendas el 16 de octubre de ese mismo año, con el título de Skullgrid. La banda salió de gira con Genghis Tron y The Dillinger Escape Plan para apoyar este álbum, pero tuvo que ser acortada por una herida en el pie de un miembro de Dillinger Escape Plan. Para ayudarles a recuperar las pérdidas financieras de esta gira, Between the Buried and Me han tomado a la banda como teloneros en su gira actual, donde también actúan August Burns Red.

## Discografía

### Álbumes de estudio
| Año  | Título    | Sello               |
| 2007 | Skullgrid | Metal Blade Records |

### EP
| Año  | Título                                    | Sello                 |
| 2003 | Arctopocalypse Now... Warmageddon Later   | Epicene Sound Systems |
| 2005 | Nano-Nucleonic Cyborg Summoning           | Epicene Sound Systems |
| 2006 | Split con Orthrelm                        | Crucial Blast Records |
| 2006 | Nano-Nucleonic Cyborg Summoning (reissue) | Metal Blade Records   |